# Albert von Keller
Albert von Keller (Gais, 27 aprile 1844 – Monaco di Baviera, 14 luglio 1920) è stato un pittore svizzero naturalizzato tedesco.

## Biografia
Discendente di una delle famiglie più in vista di Zurigo, i suoi nonni materni erano il proprietario terriero Johann Balthasar Keller ed Elisabetha Keller vom Steinbock, sua madre fu Caroline Keller (1807-1873) e suo zio materno fu l'uomo politico e giurista Friedrich Ludwig Keller.
Nel luglio del 1844 la madre lo portò con sé ad Aufseß, nel marzo del 1847 a Bayreuth dove Keller qualche anno più tardi cominciò la scuola elementare. Nel 1852 lui e la madre ottennero la cittadinanza del regno di Baviera e nel 1854 si trasferirono a Monaco, dove Keller frequentò il ginnasio Maximilians-Gymnasium e conseguì il diploma; nel 1863 si iscrisse alla Facoltà di giurisprudenza dell'Università Ludwig Maximilian di Monaco.
Abbandonati gli studi di diritto, dal 1865 si dedicò alla pittura su consiglio di Ludwig von Hagn, frequentando la bottega di Arthur von Ramberg; nel 1866 si iscrisse all'Accademia delle belle arti di Monaco di Baviera e nel 1867 allestì il suo primo studio. 
Dopo aver partecipato alla prima mostra internazionale d'arte del 1869 al Glaspalast conobbe Gustave Courbet e mantenne un vivace rapporto con Wilhelm von Kaulbach, Hans Makart, Wilhelm Leibl e Fritz von Uhde. Nel 1873 aderì alla società degli artisti di Monaco denominata Allotria.
Dopo aver soggiornato a Capri fra il 1874 e il 1875, viaggiò a Londra, a Parigi e in Svizzera; nel 1878 sposò Irene von Eichthal (1858-1907), da cui ebbe un primo figlio nato e morto nel 1880 poco tempo dopo la nascita, e un secondo figlio, Balthasar Keller (1884-1906).
Fra il 1882 e il 1883 soggiornò a Parigi e nel 1885 visitò Roma, Napoli, Sorrento e Capri insieme a Ferdinand Piloty il Giovane e a Franz von Lenbach; nel 1887 fu nominato professore.
Nel 1892 aderì alla secessione di Monaco, di cui fu vice presidente dal 1906 alla morte.

## Attività pittorica

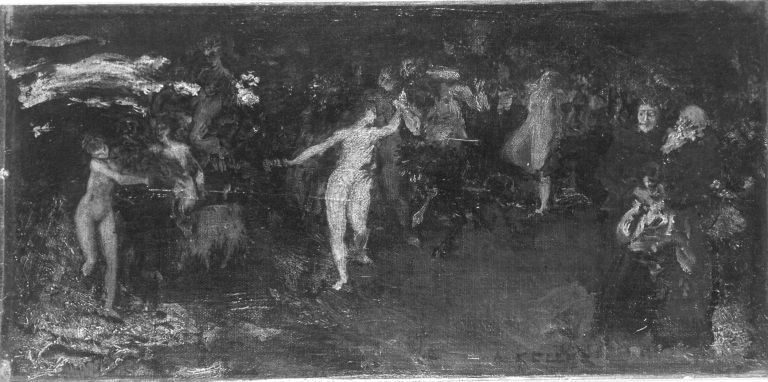
Baccanale, 1868

Iniziò con piccole rappresentazioni di interni di eleganti saloni, immagini femminili, scene di giardini e parchi, che dimostrano il suo senso del colore. Keller trovò un'accoglienza entusiasta nel pubblico con le sue prime opere, che sono le più importanti all'interno della sua opera, e fu uno dei primi pittori ad avere successo anche a Parigi dopo la guerra franco-prussiana.
Negli anni Ottanta, si riscontra il secondo periodo artistico di Keller, in cui diventa visibile una certa preferenza per l'ornato. Con la fondazione della Società monacense di psicologia ad opera di Carlo Du Prel e Albert von Schrenck-Notzing e con i loro esperimenti sulle sensitive Lina Matzinger, Eusapia Palladino e Magdeleine Guipet, Keller realizzò rappresentazioni di contenuti occulti, ipnotici, spiritici e mistico-religiosi.
L'ultimo periodo artistico di Keller è rappresentato dalla grande mostra invernale del 1908 della secessione monacense, in cui furono esposti centocinquanta suoi dipinti.